# Justin Godart

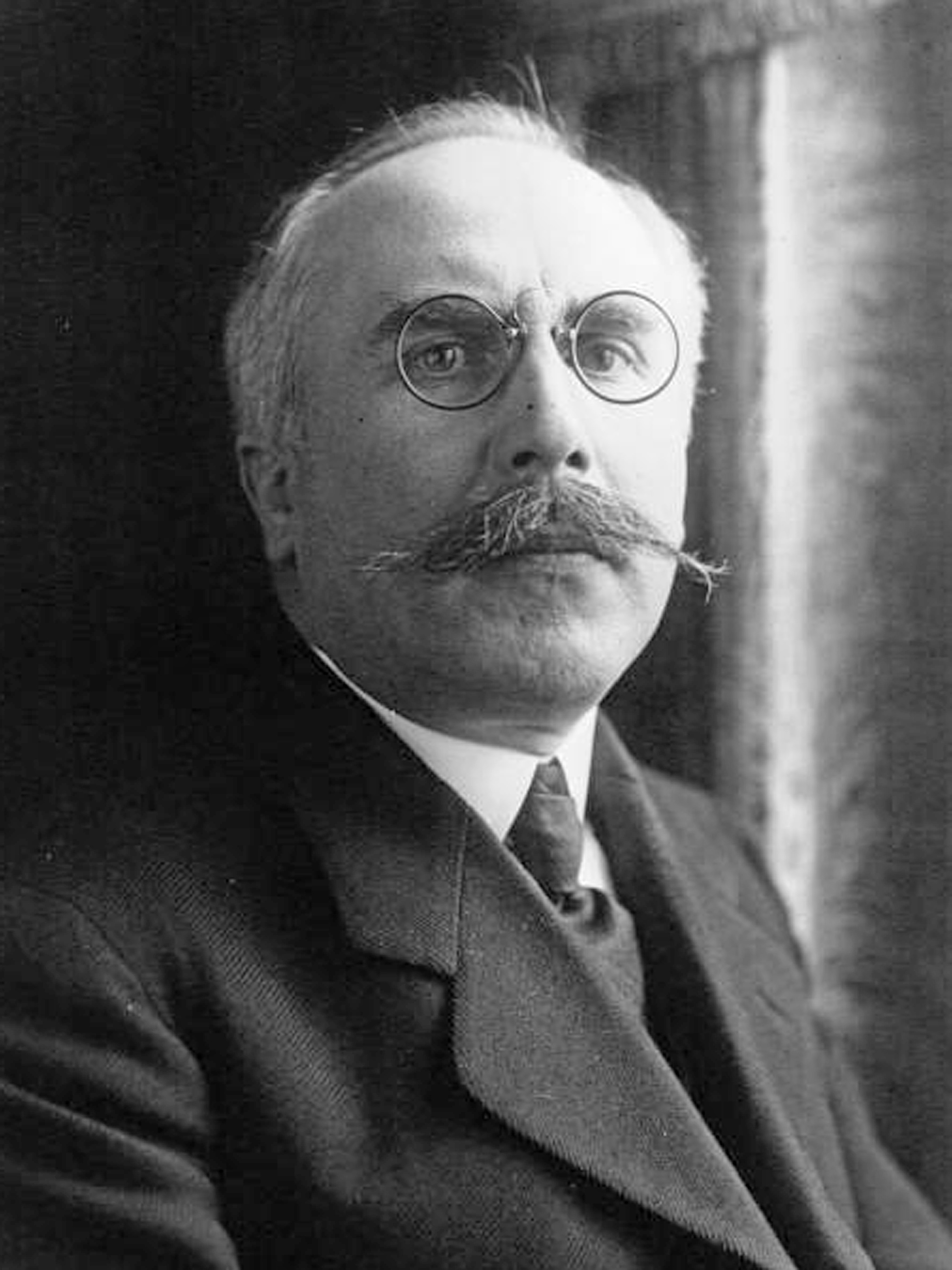
Justin Godart

Justin Godart (* 26. November 1871 in Lyon; † 13. Dezember 1956 in Paris) war ein französischer Anwalt und ein Politiker der Dritten Republik. Er gehörte mehreren Regierungen an und stimmte am 10. Juli 1940 als einer der “quatre-vingts” (achtzig) gegen die diktatorischen Vollmachten für Philippe Pétain. Godart war Gründer der Ligue nationale contre le cancer (Nationale Liga gegen Krebs).

## Leben

### Dritte Republik
Justin Godart wurde im Lyoner Stadtteil Brotteaux geboren und stammte aus einfachen Verhältnissen. Er besuchte das Lycée Ampère in Lyon. 1899 promovierte er mit einer Dissertation über L’ouvrier en soie (Der Seidenarbeiter) zum Doktor der Rechtswissenschaften und wurde anschließend Rechtsanwalt.
Als Mitglied der Radikalsozialistischen Partei begann er seine politische Karriere 1904 zur gleichen Zeit wie Édouard Herriot, als er zum stellvertretenden Bürgermeister von Lyon in der von Jean-Victor Augagneur geführten Stadtverwaltung gewählt wurde.
Als Abgeordneter von Lyon (1906–1926) und später als Senator des Départements Rhône (1926–1940) widmete er sich sozialen Fragen: Gesundheit, Hygiene und „körperlich Beeinträchtigten“. Er wurde insbesondere Vorsitzender der internationalen Untersuchungskommission auf dem Balkan (Serbien, Bulgarien, Griechenland, Türkei, Albanien), die 1913 vom Carnegie Endowment for International Peace (Carnegie-Stiftung für internationalen Frieden) organisiert wurde.

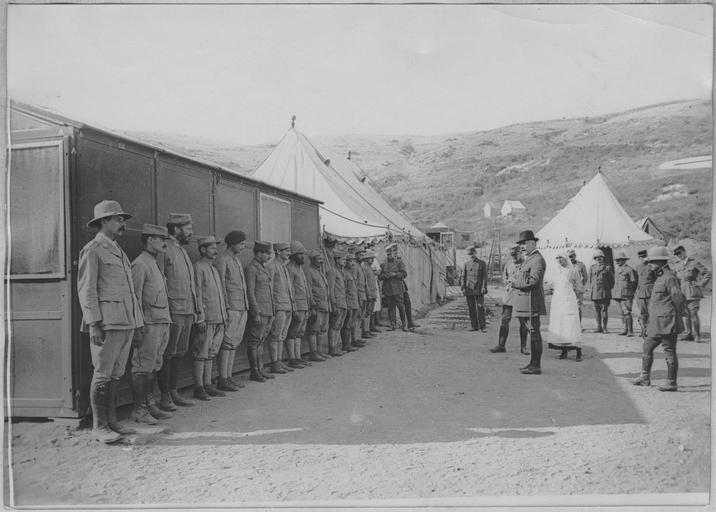
Besuch eines Fronthospitals

1914 bekleidete er das Amt des Vizepräsidenten der Abgeordnetenkammer. Während des Ersten Weltkriegs war er von 1915 bis 1918 als Sous-secrétaire d’État für den Kriegsdienst zuständig, reorganisierte diesen und verfolgte zum ersten Mal in Frankreich eine neuartige Politik im Bereich der öffentlichen Gesundheit. Im Dezember 1916 beauftragte er Gustave Roussy mit der Einrichtung eines neurologischen Zentrums (was im Fort de Salins geschah), um Kriegstraumatisierte so schnell wie möglich wieder auf die Beine zu bringen und an die Front zurückzuschicken. Nach Kriegsende gründete er am 14. März 1918 die Ligue franco-anglo-américaine contre le cancer (Englisch-französisch-amerikanische Krebsliga), aus der die Ligue nationale contre le cancer hervorging. Als Mitglied des Vorstands der Ligue des droits de l’homme (Liga für Menschenrechte) gründete er 1934 auch die Union internationale contre le cancer. Im Jahr 1929 war er an der Gründung des Foch-Krankenhauses in Suresnes beteiligt.
Er initiierte 1923 die Gründung der französischen archäologischen Mission in Albanien. Diese von dem Archäologen Léon Rey geleite  Ausgrabungskampagne führte zu wesentlichen Erkenntnissen über die altgriechische Stadt Apollonia.
Am 4. August 1924 gründete er das Office national d’hygiène sociale, eine öffentliche Einrichtung, die ursprünglich von der Rockefeller-Stiftung finanziert wurde, um die Tuberkulose zu bekämpfen. Er beteiligte sich an den Debatten über die Definition einer internationalen Gesetzgebung im Gesundheitsbereich und engagierte sich in dieser Funktion in der Internationalen Arbeitsorganisation. 1924/25 fungierte er als Arbeits- und Hygieneminister und 1932 als Gesundheitsminister.

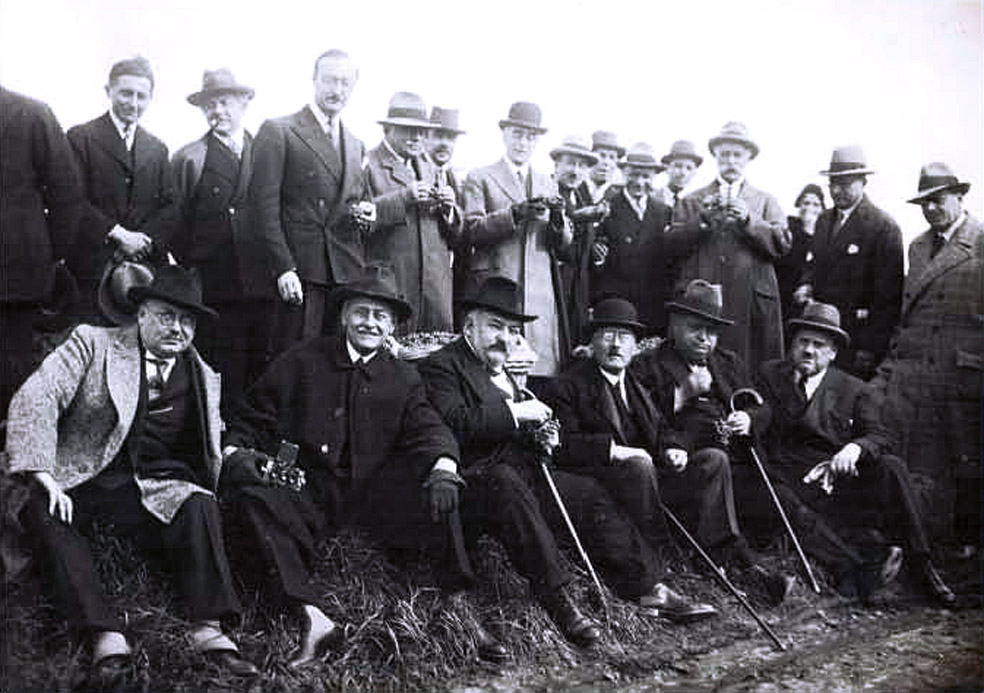
Academie des gastronomes 1929

1926 gründete er die Vereinigung France-Palestine, die nach der Gründung des Staates Israel zur Vereinigung France-Israël wurde. 1928 war er eines der 25 Gründungsmitglieder der Académie des gastronomes.
1933 gründete er den Verein „Agriculture et Artisanat“ (Landwirtschaft und Handwerk), um jungen jüdischen Flüchtlingen auf dem Weg nach Palästina einen Beruf zu geben. Das sogenannte Godart-Gesetz vom 19. Juli 1933 integrierte das Bedienungsgeld in die Rechnung im Restaurant.

### Zweiter Weltkrieg, Résistance und späte Jahre
Angesichts des Aufstiegs des Nationalsozialismus verteidigte er die jüdische Gemeinschaft, kümmerte sich um das Œuvre de secours aux enfants (Kinderhilfswerk), die Aufnahme von Einwanderern und setzte sich für die Verteidigung ihrer Rechte ein. 1940 gehörte er zu den 80 Parlamentariern, die gegen die Übergabe der Vollmachten an Marschall Pétain stimmten. Als Widerstandskämpfer leitete er das Front national clandestin (Komitee der Nationalen Untergrundfront) für die Befreiung der Südzone, in der Juden anfänglich Zuflucht fanden, und versteckte im Garten seines Hauses in Pommiers (Rhône) Geld, das für Rettungsaktionen für Juden verwendet wurde. Er verbreitet auch eine Untergrundzeitung, Le Patriote Beaujolais.
Von 1944 bis 1945 war er Bürgermeister von Lyon (er übte dieses Amt quasi stellvertretend für Édouard Herriot bis zu dessen Rückkehr aus). Daneben war er in der Folge Präsident der nationalen Hilfsorganisation Entraide française (Französische Selbsthilfe, 1945–1947), Mitglied der Commission chargée d'enquêter sur les évènements survenus en France de 1933 à 1945 (Kommission zur Untersuchung der Ereignisse in Frankreich von 1933 bis 1945) sowie 1948 Präsident der Internationalen Arbeitsorganisation.
Justin Godart setzte sich schließlich für die Sache der Albaner, Bulgaren, Armenier, Indochinesen und später der Vietnamesen ein: Für sie gründete er 1946 die Vereinigung France-Vietnam, um Hồ Chí Minh bei seinem Kampf für die Unabhängigkeit zu unterstützen.

## Godart und Lyon
Justin Godart war auch als Lyoner Lokalpatriot bekannt. Seine Liebe zu Lyon drückt sich in seiner Vorliebe für historische und ethnografische „Lyonnaiserien“ aus. Als Lyoner Historiker hinterließ er eine umfangreiche Bibliografie. Am 21. November 1920 gründete er unter dem Pseudonym Catherin Bugnard die Académie des Pierres Plantées, um die Lyoner Traditionen und die lyonesische Sprache zu erhalten. Unter diesem Namen veröffentlichte er auch La Plaisante Sagesse lyonnaise, eine berühmte Sammlung moralischer Maximen und Reflexionen aus Lyon. Als großer Sammler von Marionetten war er auch Gründungspräsident des Vereins Les amis de Guignol, der später in Amis de Lyon et Guignol umbenannt wurde. Er war 1936 Vorsitzender der Société des Sciences, Arts et Belles-Lettres du Beaujolais und trug zu deren Wiederbelebung nach dem Krieg unter dem Namen Académie de Villefranche et du Beaujolais bei.

## Auszeichnungen

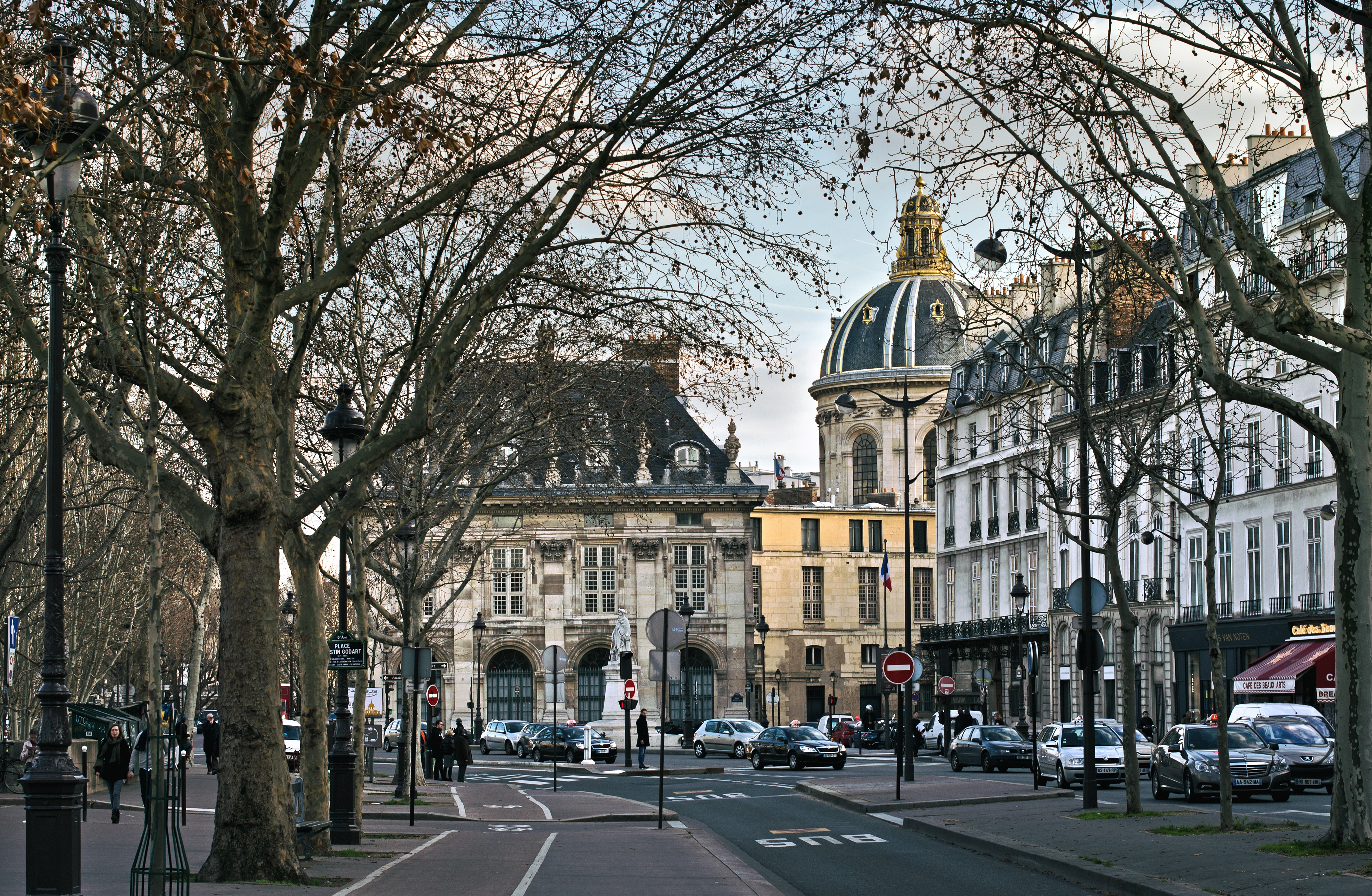
Place Justin-Godart, Paris

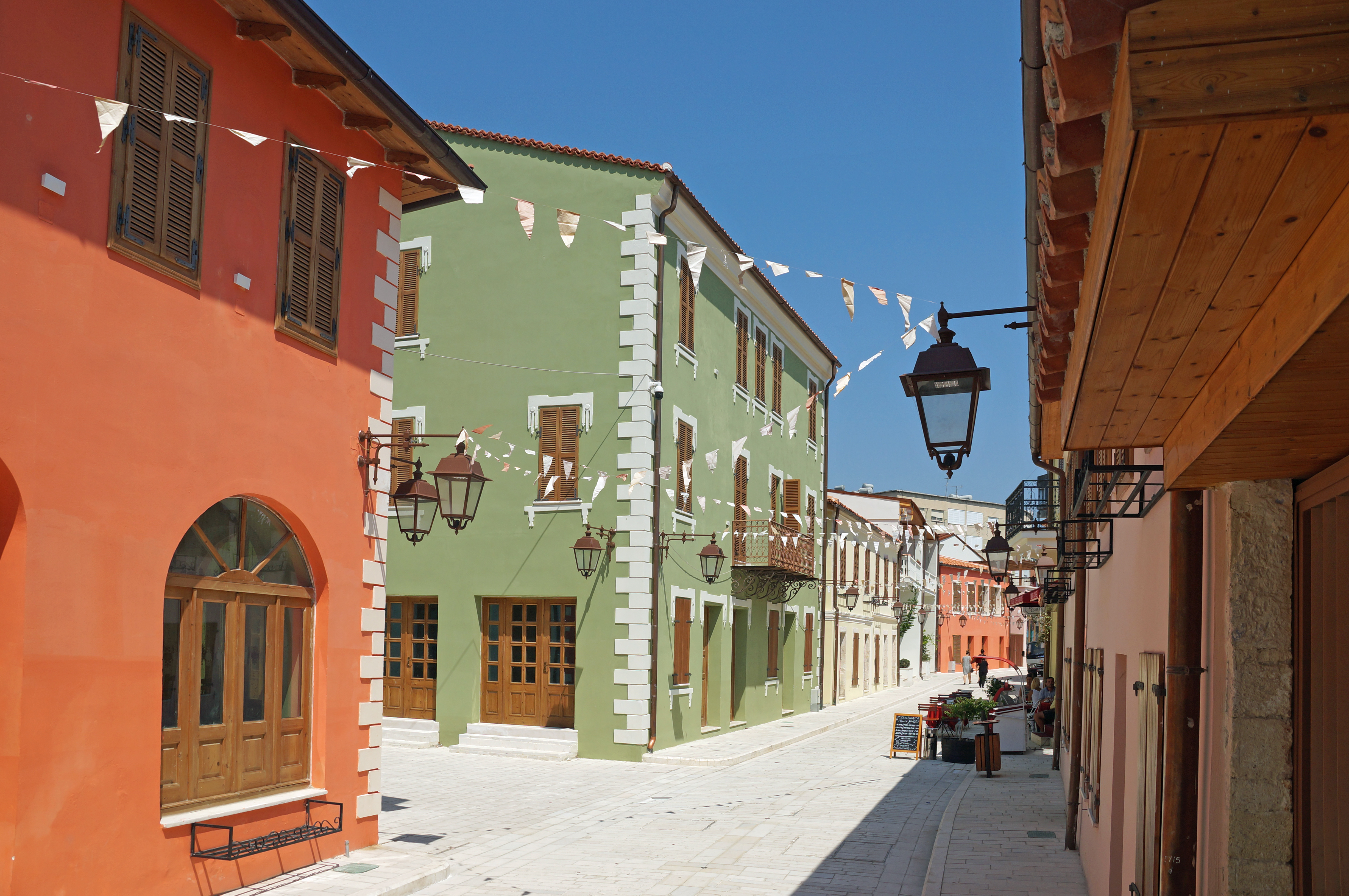
Altstadt von Vlora: Rruga Justin Godart

Justin Godart wurde weltweit vielfach ausgezeichnet. Er wurde ausgezeichnet
- mit der Army Distinguished Service Medal (1919);[21]
- posthum als Gerechter unter den Völkern (2004);[22]
- als Kommandeur der Ehrenlegion;[23]
- mit dem Croix de guerre 1914–18;[24]
- als Ritter des Order of the British Empire;[24]
- mit dem Großkreuz des belgischen Kronenordens;
- als Großoffizier des belgischen Leopoldsordens;
- als Ritter des niederländischen Nassauischen Hausordens vom Goldenen Löwen;
- mit dem Großkreuz des bulgarischen St. Alexander-Ordens;
- mit dem Großkreuz des serbischen St.-Sava-Ordens;
- als Großoffizier des Ordens der Krone von Italien;
- mit dem Orden Danilos I. für die Unabhängigkeit des Königreichs Montenegro;
- mit dem Großkreuz des albanischen Skanderbeg-Ordens;
- mit dem Großkreuz des Ordens Polonia Restituta;
- mit dem Großkreuz des Souveränen Malteserordens;[24]
- den Prix Montyon der Académie française (1936);[25]
- als Ehrendoktor der Columbia University in New York und der Universität Sofia Hl. Kliment von Ohrid.

Zu seinen Ehren benannten die albanischen Stadtverwaltungen von Tirana, Durrës, Shkodra und Vlora Straßen nach ihm. In Frankreich gibt es in vielen Städten Justin-Godart-Straßen; in Paris einen Platz.

## Werke
Eine Auflistung seiner Werke findet sich in der französischen Sprachversion sowie über den Weblink der französischen Nationalbibliothek. Einige Werke sind auch im Internet Archive zu finden. Deutschsprachige Ausgaben sind nicht bekannt.